# Shooting Pains
Shooting Pains is de zesde aflevering van het eerste seizoen van de Britse sitcom Dad's Army. Het werd opgenomen op 20 mei 1968 en voor het eerst uitgezonden op 11 september 1968.

## Verhaal
Het Walmington-on-Sea peloton is geselecteerd om de erewacht te verzorgen n.a.v. het bezoek van premier Winston. Maar een slechte prestatie op de schietbaan doet de opvliegende majoor Regan overwegen om voor het Eastgate-peloton te kiezen.

### Hoofdrollen
- Arthur Lowe als Captain Mainwaring
- John Le Mesurier als Sergeant Wilson
- Clive Dunn als Lance Corporal Jones
- John Laurie als Private Frazer
- James Beck als Private Walker
- Arnold Ridley als Private Godfrey
- Ian Lavender als Private Pike

### Gastrollen
- Barbara Windsor als Laura La Plaz / Private Paderofsky
- Janet Davies als Mrs Pike
- Caroline Dowdeswell als Janet King
- Martin Wyldeck als Major Regan
- Jimmy Perry als Charlie Cheeseman
- Thérèse McMurray als Girl at the Window